# Radek Drulák
Radek Drulák (Olomouc, 12. siječnja 1962.) umirovljeni je češki nogometaš. Igrao je na poziciji napadača. Za Češku nogometnu reprezentaciju odigrao je 16 utakmica i zabio 6 golova. Osvajač je srebrne medalje s Europskog prvenstva 1996. u Engleskoj.

## Priznanja

### Individualna

#### FK Drnovice
- Najbolji strijelac Prve češke nogometne lige (2) - 1994./95., 1995./96.

#### VfB Oldenburg
- Najbolji strijelac 2. Bundeslige[2] (1) - 1992.

### Reprezentativna
- Europsko prvenstvo - Engleska 1996. (1) - Srebro

## Vanjske poveznice
- (njem.) Radek Drulák na Fussballdaten.de